# Alfredo Reinado
Alfredo Alves Reinado  (11 novembre 1968 — 11 février 2008, Dili) parfois orthographié Reinhado, était un ancien major de l'armée. Il a déserté le 4 mai 2006 pour se joindre à environ 600 anciens soldats qui avaient été licenciés en mars 2006 après s'être plaint de la discrimination régionale dans les promotions, ce qui provoqua la crise timoraise de 2006. Reinado était l'un des leaders de la rébellion militaire et le déserteur au rang le plus élevé.

## Militaire
Alfredo Reinado a été capturé par l'armée indonésienne lors de l'invasion indonésienne du Timor oriental en 1975. Il servira de porteur à Sulawesi et Kalimantan.
En 1995, il fuit vers l'Australie et travaillera comme docker dans la province d'Australie-Occidentale et cela jusqu'à l’indépendance du Timor oriental.
À la demande du gouvernement, il entre dans l'armée et devient commandant de la marine cependant il sera dégradé pour des motifs disciplinaires

## Rébellion
Le 4 mai 2006, il déserte son bataillon avec 20 de ses hommes et rejoint la rébellion. Il confiera lors d'un interview qu'il déserta au motif que le premier ministre Marí Alkatiri avait donné l'ordre de l'armée de tirer sur des manifestants.
Il sera arrêté le 26 juillet par des soldats portugais et australiens pour détention d'armes puis incarcéré

## Évasion et décès
Le 30 août 2006, il s’évade de prison accompagné de cinquantaine d'autres prisonniers, il justifiera son évasion par des risques concernant sa sécurité. Il se réfugia dans la région de Maubisse.
Après l’échec de plusieurs tentatives de négociation, il sera finalement tué le 11 février 2008 lors d'un assaut qu'il mène pour assassiner le Président José Ramos-Horta et le Premier ministre Xanana Gusmão.
La rébellion sera par la suite dirigé par Gastão Salsinha

## Sources et références
1. ↑  Francis Deron, « Le président du Timor-Oriental serait "hors de danger" après avoir été la cible d'un attentat-suicide », Le Monde,‎ 11 février 2008 (lire en ligne, consulté le 22 novembre 2023).